# Laudakia badakhshana
Laudakia badakhshana är en ödleart som beskrevs av  Anderson och Alan E. Leviton 1969. 
Laudakia badakhshana ingår i släktet Laudakia och familjen agamer. Inga underarter finns listade i Catalogue of Life.